# Liste von Brunnen in Füssen
Die Liste von Brunnen in Füssen enthält sehenswerte Brunnen in Füssen.

## Liste
| Bezeichnung                         | Lage                                   | Koordinaten                  | Jahr | Künstler                  | Beschreibung | Bild           |
| ----------------------------------- | -------------------------------------- | ---------------------------- | ---- | ------------------------- | --- | -------------- |
| Brotbrunnen                         | Schrannenplatz                         | 47° 34′ 8″ N, 10° 42′ 3″ O   | 2013 | Josef Walk                | Zur Erinnerung an die Bedeutung des Schrannenplatzes als Getreidemarkt vor dem ehemaligen Kornhaus. | weitere Bilder |
| Brunnen am Dorfplatz Bad Faulenbach | Alatseestraße                          | 47° 33′ 55″ N, 10° 41′ 26″ O | 1994 | Hannes Arnold             | Bestehend aus einem 13 Zentner schweren Felsbrocken aus Granit. Gestiftet vom Kneippverein Füssen. |                |
| Brunnen am Kappenzipfel             | Drehergasse                            | 47° 34′ 3″ N, 10° 42′ 5″ O   | 1872 |                           | Einer von drei gusseiserner Brunnenkästen, die vom Königlich Bayerischen Hüttenwerk Sonthofen (heute BHS-Sonthofen) 1871 hergestellt und 1872 aufgestellt wurden und der öffentlichen Wasserversorgung dienten. Die beiden anderen Brunnen an den Standorten Hintere Gasse und äußere Vorstadt wurden später verkauft und befinden sich heute auf den Dorfplätzen in Roßhaupten und Rieden. | weitere Bilder |
| Füssen-West-Brunnen                 | Von-Freyberg-Straße/Hohenstaufenstraße | 47° 34′ 21″ N, 10° 41′ 6″ O  | 2002 | Franz Nagel               | Gestiftet vom Verein Füssen West. |                |
| Lautenmacherbrunnen                 | Brotmarkt                              | 47° 34′ 2″ N, 10° 42′ 1″ O   | 1990 | Joseph Michael Neustifter | Statue von Caspar Tieffenbrucker zur Erinnerung an den Lauten- und Geigenbau in Füssen. | weitere Bilder |
| Mädchenbrunnen                      | Ritterstraße                           | 47° 34′ 4″ N, 10° 41′ 50″ O  | 2001 | Josef Walk                | Zur Erinnerung an die ehemalige Füssener Mädchenschule an der Ritterstraße 14. | weitere Bilder |
| Mühlsteinbrunnen                    | Spitalgasse                            | 47° 34′ 0″ N, 10° 42′ 2″ O   |      |                           | Vor dem Heilig-Geist-Bürgerspital gab es auch einen öffentlichen Brunnen in der historischen Wasserversorgung von Füssen. |                |
| SiebenStein                         | Kaiser-Maximilian-Platz                | 47° 34′ 11″ N, 10° 42′ 3″ O  | 1995 | Christian Tobin           | Zur 700-Jahr-Feier Füssens gestiftet von der Sparkasse Ostallgäu. Die sieben Steinsäulen repräsentieren die sieben Jahrhunderte und besitzen oben passend geschliffene Steinblöcke, die sich durch den Wasserdruck bewegen. |                |
| Stadtbrunnen                        | Reichenstraße                          | 47° 34′ 4″ N, 10° 41′ 58″ O  | 1968 | Alois Vogler              | Der 1968 geschaffene Brunnen mit einer Statue des hl. Magnus von Füssen ist nur wenige Meter entfernt von dem Ort, an dem seit 1473 ein Stadtbrunnen bezeugt ist, der bis ins 18. Jahrhundert ein wichtiger Teil der öffentlichen Wasserversorgung Füssens war. | weitere Bilder |
| Springbrunnen im Wiedemannweiher    | Am Anger                               | 47° 33′ 54″ N, 10° 41′ 29″ O | 1972 |                           | Der Wiedemannweiher mit seinem Springbrunnen gilt als Wahrzeichen des Kneippkurorts Bad Faulenbach. Der Weiher mit Brunnen wurde 1972 durch den Kobel-Alm-Gastwirt Hermann Schweiger angelegt. |                |